# Alopecosa strandi
Alopecosa strandi là một loài nhện trong họ Lycosidae.
Loài này thuộc chi Alopecosa. Alopecosa strandi được Rosca miêu tả năm 1936.